# Lê Quan Ninh

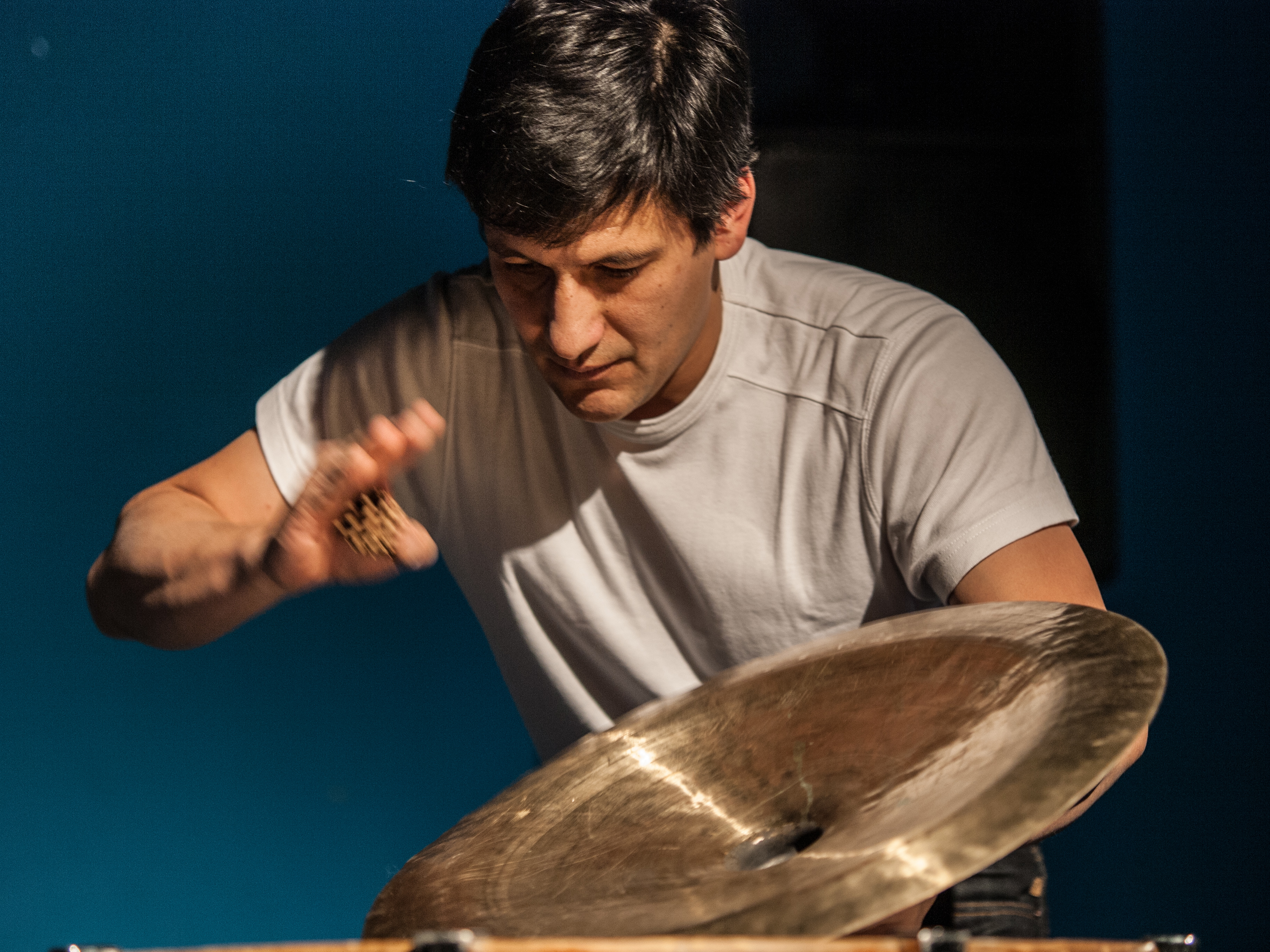
Lê Quan Ninh bei einem Music Unlimited-Konzert im Wels, 2008

Lê Quan Ninh (* 29. Dezember 1961 in Paris) ist ein französischer Perkussionist auf dem Gebiet der zeitgenössischen und der Improvisationsmusik.

## Leben und Wirken
Lê Quan studierte von 1978 bis 1982 Perkussion bei Sylvio Gualda am Konservatorium von Versailles. Er arbeitete danach mit verschiedenen Ensembles für zeitgenössische Musik (u. a. Musique Vivante, Espace Musical, Alternance, Entre-Temps, Musique Oblique) und ist seit 1986 Mitglied des Perkussionsensembles Quatuor Hêlios, mit dem er Werke von Komponisten wie Jean-Pierre Drouet, Vinko Globokar, Giorgio Battistelli, George Lewis und Kaija Saariaho aufführte.
Als Improvisationsmusiker arbeitete er mit dem Gitarristen Jean-Christophe Aveline, dem Klarinettisten Misha Lobko und dem Saxophonisten Daunik Lazro zusammen. Gemeinsam mit Lazro trat er mit der Compagnie du Hasard unter Leitung von Nicolas Peskine auf, während einer Polentournee 1986 kam Michel Doneda hinzu, schließlich entstand aus der Formation mit dem Lyriker Serge Pey das Quartett Les Diseurs de Musique.
1987 lernte Lê Quan den Bassisten Peter Kowald kennen. In dessen Projekt Global Village hatte er Gelegenheit, mit so unterschiedlichen Musikern wie Kazue Sawai, Sainkho Namtchylak, Seizan Matsuda, Zeena Parkins, Junko Ueda, Ishii Mitsutaka, Leo Smith, Savina Yannatou, India Cooke, Xu Feng Xia, Werner Lüdi und Gunda Gottschalk aufzutreten. Außerdem arbeitet er seit 1988 mit Carlos Zingaro und seit 1991 mit Butch Morris zusammen.
Von 1992 bis 2002 war er Mitglied der Association La Flibuste, einer Gruppe, die mehr als 140 multimediale Aufführungen mit Improvisationsmusik vorrangig in der Region von Toulouse realisierte. Weiterhin realisierte er Tanzprojekte u. a. mit Iwana Masaki, Valérie Métivier, Nakamura Yukiko, Michel Raji, Pascal Delhay, Olivia Grandville, Franck Beaubois und Patricia Kuypers. 
2006 gründete er mit Martine Altenburger das Ensemble Hiatus für zeitgenössische Musik. Weiterhin bildete er ein Trio mit Carl Ludwig Hübsch und Harald Kimmig. Zudem arbeitete er mit André Goudbeek, Peter Jacquemyn und Christine Wodrascka.

## Preise und Auszeichnungen
2003 war er Artist in Residence der Stadt Biel. 

## Diskographische Hinweise
- Misha Lobko Sextet: Rituals, 1985
- Michel Doneda/Daunik Lazro/Lê Quan Ninh, 1988
- Quatuor Hêlios: John Cage - Works for percussion, 1989
- Butch Morris: Conduction 25: Akbank - Conduction 26: Akbank II, 1992
- Butch Morris: Conduction 22: Documenta: gloves & mitts, 1992
- Soc mit Michel Doneda, Dominique Regef, 1992
- Burning Cloud mit Butch Morris, J. A. Deane, 1993
- Butch Morris: Conduction #38: In Freud's Garden, 1993
- Open Paper Tree mit Michel Doneda, Paul Rogers, 1994
- Ustensiles, Soloalbum, 1995
- Idiome 1238 mit Fabrice Charles, Jacques Debout, Michel Doneda, Daniel Koskowitz, Jean Pallandre, Olivier Paquotte, Dominique Répécaud, 1995
- Hyperion mit Mari Kimura, Michel Doneda, Jean Pallandre, 1997
- Montagne Noir mit Laurent Sassi, Michel Doneda, Marc Pichelin, 1997–98
- Quatuor Hêlios mit Ali N. Askin und Eric Houzelot: Drumlike (Komposition von Jean-Luc Therminarias nach einem Text von Jean-Lambert Wild), 1999
- Quatuor Hêlios (Isabelle Bertelett, Jean-Christophe Feldhandler, Florent Haladjian, Lê Quan Ninh), 1999
- Love Stream mit Martine Altenburger, 1999
- Quatuor Hêlios: John Cage - Credo in us - More Works for Percussion, 1999–2000
- Brame mit Michel Doneda, Steve Robins, Laurent Sassi, Christian Monsarrat, Jean Pallandre, 2000
- La Voyelle Liquide mit Günter Müller, 2000
- Le Ventre Négatif, Soloalbum, 2001
- exaltatio utriusque mundi mit Frédéric Blondy, 2001
- Une Chance Pour l'Ombre mit Kazue Sawai, Kazuo Imai, Tetsu Saitoh, Michel Doneda, 2003
- Grosse Abfahrt : Everything that disappears mit Tom Djll, Matt Ingalls, Frédéric Blondy, John Shiurba, George Cremashi, John Bischoff, Tim Perkis, Gino Robair, 2007
- André Goudbeek/Peter Jacquemyn/Lê Quan Ninh Uwaga, 2008
- Michel Doneda & Lê Quan Ninh Aplomb, 2014